# 福島正鎮
福島 正鎮（ふくしま まさしげ、生没年不詳）は、江戸時代初期の武将。

## 生涯
父は福島正則の弟である福島長則。正鎮はその3男。兵部少輔。
大坂の陣で従兄弟の福島正守とともに豊臣方として大坂城に入城、各地で合戦を繰り広げた。大坂夏の陣での最終決戦には茶臼山陣城西に布陣し、関東勢と戦った。その後は戦線離脱に成功したのか正守ともども消息は不明。